# La Ronde (attractiepark)
La Ronde is een Canadees attractiepark nabij Montréal (Québec). Het is gelegen op het eiland Île Sainte-Hélène in de rivier Saint-Laurent ten zuiden van het Île de Montréal.

## Algemene informatie

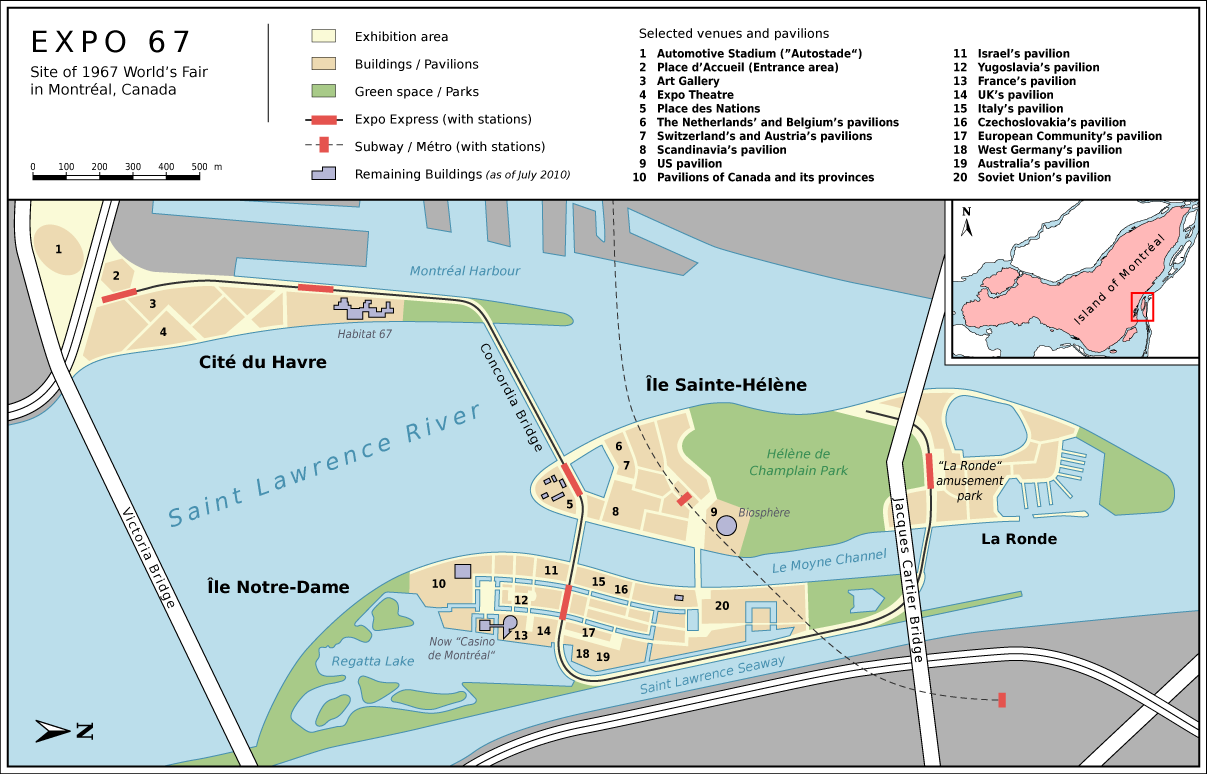
Kaart van Expo '67 met daarin de locatie van La Ronde

Het park opende in 1967 als onderdeel van de Expo 67 en was bedoeld als achterblijvend onderdeel na het aflopen van de Expo.
Het park was eigendom van de stad Montréal tot het op 4 mei 2001 werd verkocht aan de Six Flags-groep voor een bedrag van $ 20.000.000 voor de attracties en gebouwen. Het land bleef eigendom van de stad en wordt met een erfpachtovereenkomst tot 2065 aan de Six Flags-groep verhuurd. Naast Six Flags waren ook de Cedar Fair Entertainment Company, Paramount Parks en Parc Astérix geïnteresseerd.
Sinds de verkoop heeft Six Flags ongeveer 90 miljoen dollar geïnvesteerd in attracties als Le Vampire, Goliath en Ednör – L'Attaque. In januari 2009 bracht La Ronde naar buiten dat het gethematiseerd wil worden met dezelfde thema's als de andere Six Flags parken (Warner Bros en DC Comics).

## Achtbanen
| Naam                   | Jaar opening | Type                    | Bouwer                                        |
| ---------------------- | ------------ | ----------------------- | --------------------------------------------- |
| Marche du Mille-pattes | 1967         | Mijntreinachtbaan       | Arrow Dynamics                                |
| Boomerang              | 1984         | Stalen shuttle-achtbaan | Vekoma                                        |
| Le Monstre             | 1985         | Houten tweelingachtbaan | William Cobb + Philadelphia Toboggan Coasters |
| Dragon                 | 1994         | Overdekte achtbaan      | Intamin AG                                    |
| Le Vampire             | 2002         | Omgekeerde achtbaan     | Bolliger & Mabillard                          |
| Toboggan Nordique      | 2003         | Wilde muis-achtbaan     | Zamperla                                      |
| Goliath                | 2006         | Megacoaster             | Bolliger & Mabillard                          |
| Ednör – L'Attaque      | 2010         | Omgekeerde achtbaan     | Vekoma                                        |

### Verdwenen achtbanen
| Naam             | Jaar opening | Jaar sluiting    | Type                      | Bouwer     |
| ---------------- | ------------ | ---------------- | ------------------------- | ---------- |
| Montagnes Russes | 1967-1971    | 1984             | Stalen achtbaan           | Zierer     |
| La Course        | 1972         | 1976             | Stalen achtbaan           | Zierer     |
| Cobra            | 1995         | 2016             | Staande achtbaan          | Intamin AG |
| Super Manège     | 1981         | 25 Augustus 2019 | Stalen achtbaan           | Vekoma     |
| Vipère           | nooit        | 2022             | Vierdimensionale achtbaan | Intamin AG |

## Galerij

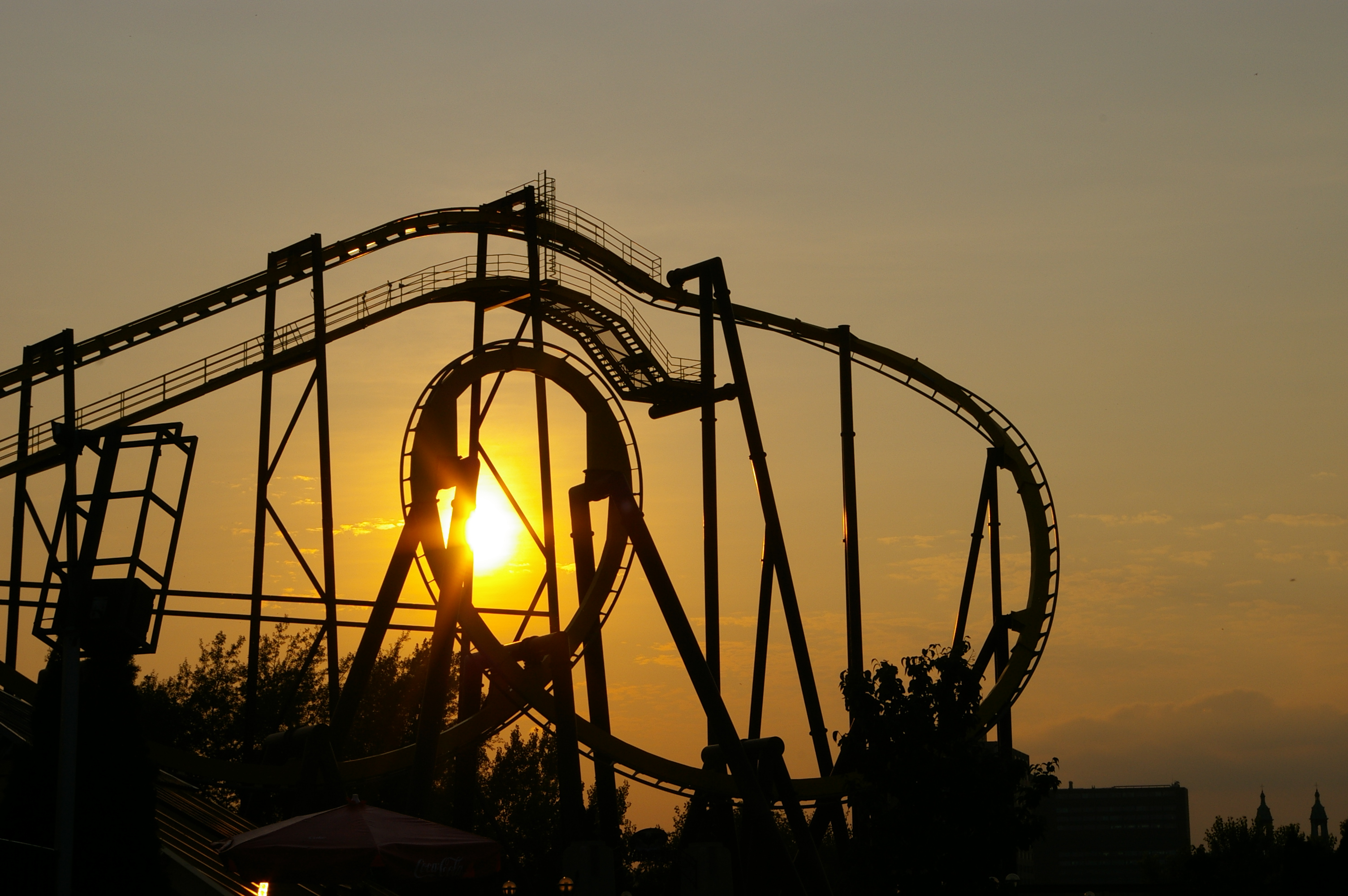
Le Vampire
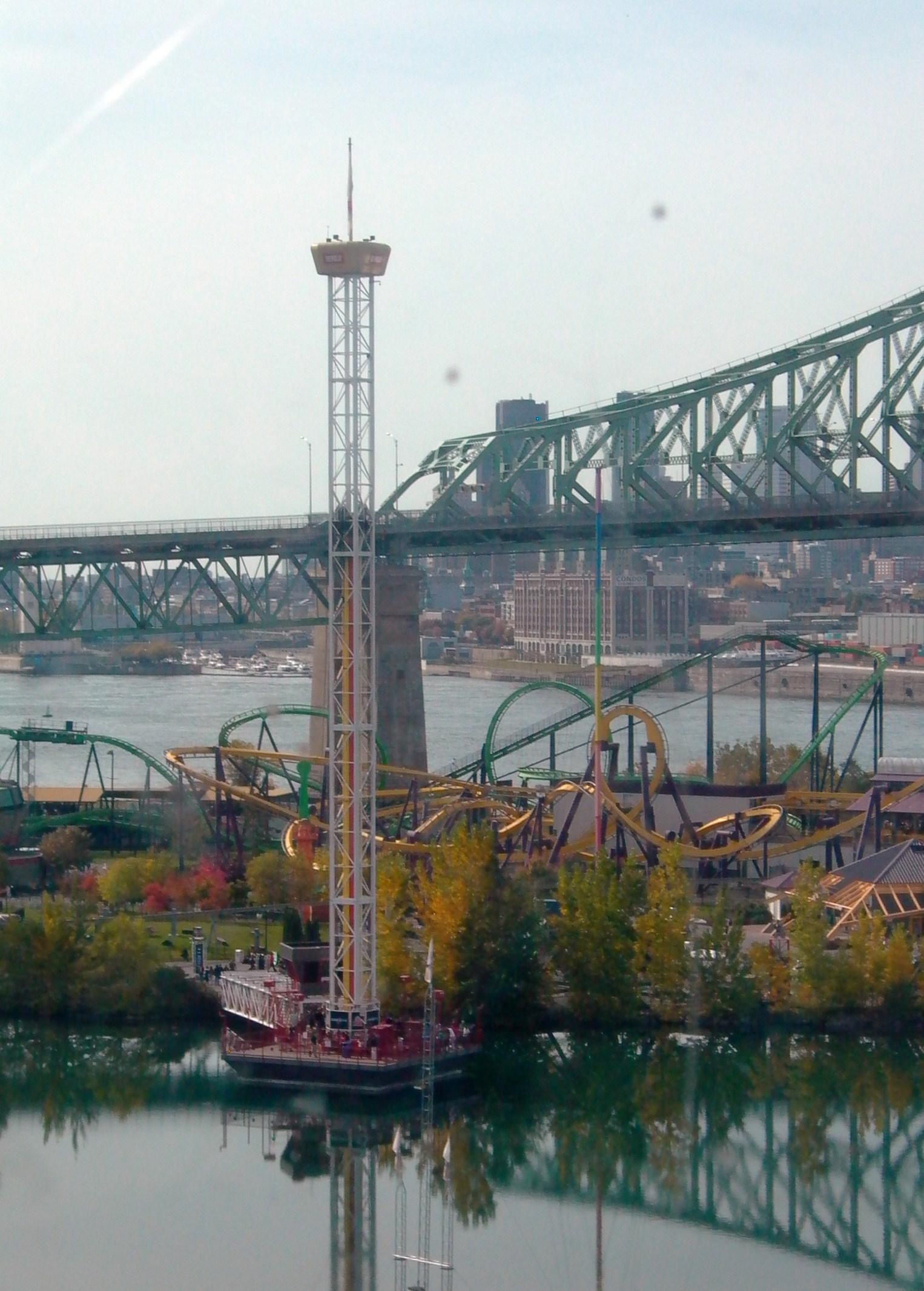
De uitkijktoren Orbite in La Ronde